# Ardisia ruedae
Ardisia ruedae är en viveväxtart som beskrevs av Ricketson och Pipoly. Ardisia ruedae ingår i släktet Ardisia och familjen viveväxter. Inga underarter finns listade i Catalogue of Life.